# Sövit
Sövit ist ein mittel- bis grobkörniges magmatisches Gestein, das zu den Karbonatiten gerechnet wird. Zusammen mit dem feinkörnigen Alvikit bildet es die Gesteinsgruppe der Calcitkarbonatite.

## Etymologie
Sövit wurde nach seiner Typlokalität, des im Fen-Komplex in der Telemark (Norwegen) gelegenen Söve, benannt.

## Erstbeschreibung
Sövit wurde zum ersten Mal im Jahre 1921 von Waldemar Christofer Brøgger wissenschaftlich beschrieben.

## Mineralogie

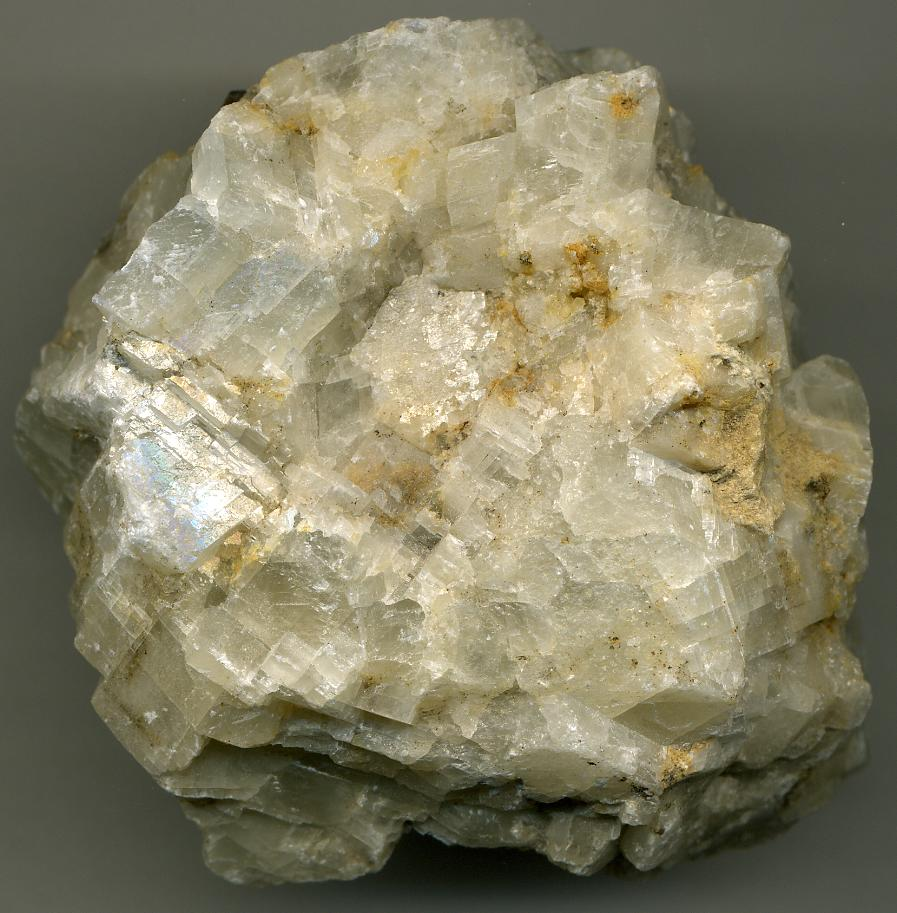
7,5 Zentimeter großes Sövithandstück des Magnet-Cove-Karbonatits, Arkansas

Hauptmineral von Sövit ist definitionsgemäß Calcit, das mit mehr als 50 Volumenprozent vertreten ist. Nebengemengteile sind Biotit und Apatit, akzessorisch treten auch Amphibol, Magnetit, Melilith, Monticellit, Olivin, Phlogopit, Pyroxen, Pyrit, Pyrochlor und Fluorit hinzu.

### Varietäten
Von Sövit sind folgende Gesteinsvarietäten bekannt:
- Aegirin-Sövit
- Amphibol-Sövit (insbesondere Natrium-Amphibol)
- Apatit-Sövit
- Biotit-Sövit
- Glimmer-Sövit
- Klinopyroxen-Sövit
- Magnetit-Sövit (speziell Pyroxen-Biotit-Magnetit-Sövit)
- Melilith-Sövit
- Monticellit-Sövit
- Nephelin-Sövit
- Olivin-Sövit
- Phlogopit-Sövit
- Pyroxen-Sövit: Hollait. Wird zu 55 Volumenprozent aus Pyroxen aufgebaut und enthält neben Calcit Nephelin.

Silicosövite besitzen weniger als 50 Volumenprozent Calcit.
Kåsenit ist ein sövitischer Melteigit, der aus Calcit, Aegirin-Augit, Nephelin und Apatit besteht.

## Chemische Zusammensetzung
Die folgende Tabelle veranschaulicht die chemische Zusammensetzung einiger Sövite:
| Gew. % | Durchschnittssövit Amba Dongar | Phlogopit-Sövit Kaiserstuhl | Silikatreicher Sövit Alnön |
| SiO2   | 2,97                           | 2,08                        | 16,20                      |
| TiO2   | 0,09                           | 0,04                        | 0,80                       |
| Al2O3  | 0,16                           | 0,49                        | 7,05                       |
| Fe2O3  | 2,63                           | 3,60                        | 10,99                      |
| MnO    | 0,50                           | 0,30                        | 0,50                       |
| MgO    | 0,99                           | 1,21                        | 3,38                       |
| CaO    | 49,34                          | 49,51                       | 35,68                      |
| Na2O   | 0,04                           | 0,40                        | 0,56                       |
| K2O    | 0,06                           | 0,51                        | 0,92                       |
| P2O5   | 1,69                           | 1,62                        | 0,95                       |
| CO2    | 39,76                          | 37,06                       | 22,20                      |
| SO3    |                                | 2,29                        |                            |
| BaO    | 0,41                           |                             |                            |
| SrO    | 0,69                           | 1,16                        |                            |

## Vorkommen
- Angola:
  - Bonga
- Australien:
  - Cummins Range
- Brasilien
  - Jacupiranga – Hauterivium – 131 Millionen Jahre BP
  - Serra Negra, Minas Gerais
  - Tapira
- Deutschland:
  - Altvogtsburg und Schelingen im Kaiserstuhl – 18 bis 13 Millionen Jahre BP – Burdigalium bis Serravallium
  - Laacher See
- Finnland:
  - Siilinjärvi – Rhyacium – 2094 Millionen Jahre BP
  - Sokli – Frasnium – 365 Millionen Jahre BP
- Indien:
  - Amba Dongar in Gujarat – Danium – 65,5 Millionen Jahre BP
- Kanada:
  - British Columbia:
    - Aley

  - Ontario:
    - Argor
    - Lackner Lake
    - Manitou Island
    - Mortinson Lake
    - Nemegosenda Lake
    - Prairie Lake

  - Québec:
    - Karbonatitkomplex von Oka – Albium – 109 Millionen Jahre BP
- Kenia:
  - Homa Bay
  - Legetet Hills
  - Ruri (Ruri-Süd)
- Malawi:
  - Chilwa
  - Kangankunde
  - Tundulu
- Mongolei:
  - Lugiingol
  - Mushgai-Khudag
- Namibia:
  - Dicker Willem – Ypresium – 49 Millionen Jahre BP
  - Kalkfeld
- Norwegen:
  - Söve im Fen-Gebiet der Telemark (Typlokalität) – Kambrium – 539 Millionen Jahre BP
  - Stjernøy
- Sambia:
  - Nkombwa Hill
- Schweden:
  - Smedsgården auf Alnön – Ediacarium – 560 Millionen Jahre BP
- Südafrika:
  - Phalaborwa – Orosirium – 2047 Millionen Jahre BP
  - Sandkopsdrif
- Tansania:
  - Nachendezwaya
- Türkei:
  - Kizilcaşren
- Uganda:
  - Budeda Hill
  - Bukusu
  - Tororo
- Vereinigte Staaten von Amerika:
  - Arkansas:
    - Magnet-Cove-Karbonatit

  - Wyoming:
    - Bear Lodge, Bear Lodge Mountains